# 스티브 이즈리얼

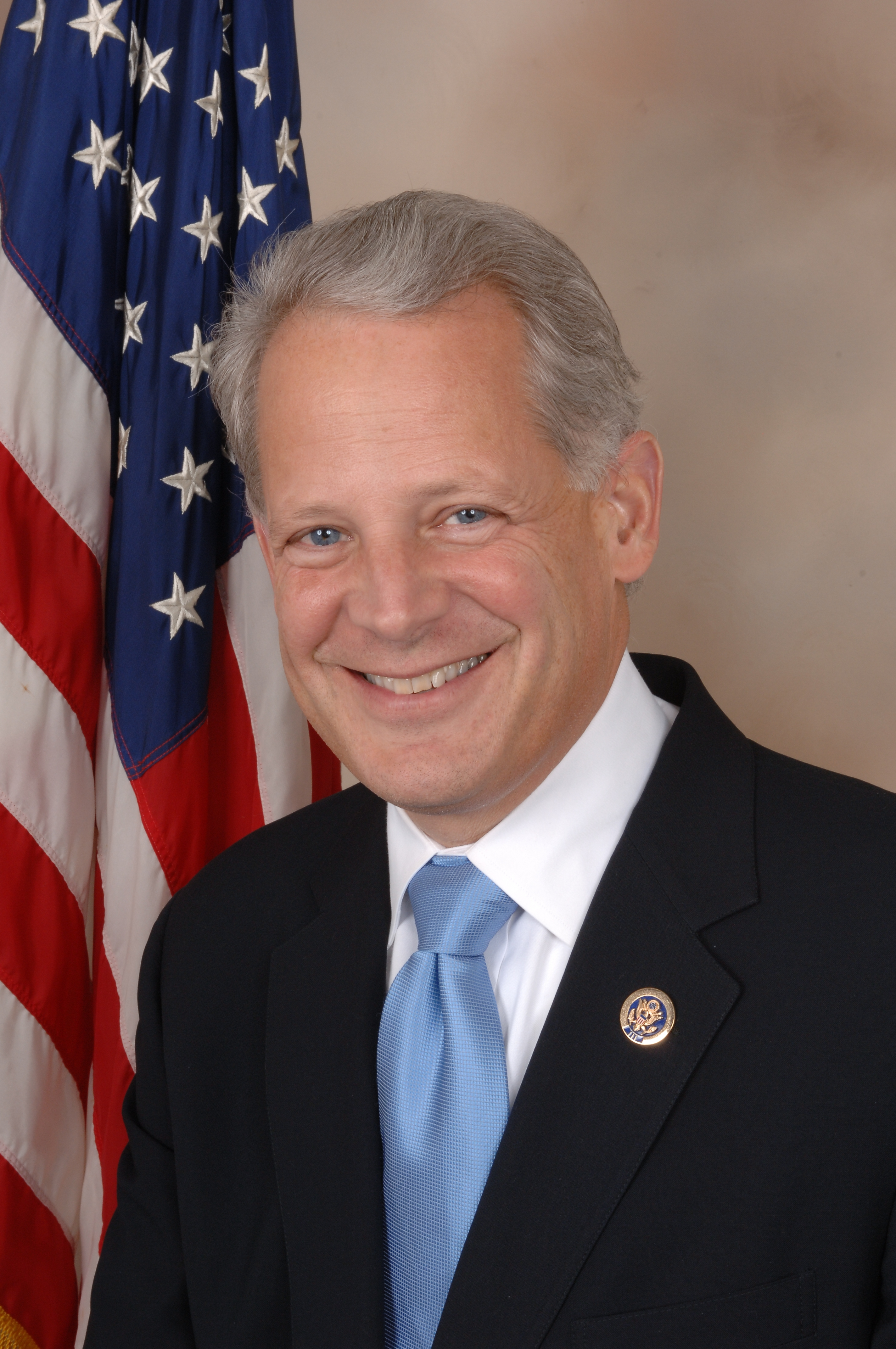
스티브 이즈리얼 의원

스티븐 J. "스티브" 이즈리얼(영어: Steven J. "Steve" Israel, 1958년 5월 30일 ~ )은 미국의 정치인이다. 민주당 소속으로 미국 하원 의원(2001- )을 지냈다.
이즈리얼 의원은 2015년 4월, 일본 정부가 일본군 위안부 강제동원 사실을 인정할 것을 촉구하는 연판장에 서명한 의원 중 한 명이다.

## 역대 선거 결과
| 선거명      | 직책명                         | 대수  | 정당   | 득표율 | 득표수    | 결과 | 당락                 |
| ----------- | ------------------------------ | ----- | ------ | ------ | --------- | ---- | -------------------- |
| 1987년 선거 | 시의원 (서퍽 카운티 제4선거구) | 187대 | 민주당 | 42.30% | 5,561표   | 2위  | 낙선                 |
| 1999년 선거 | 시의원 (헌팅턴 선거구)         | 193대 | 민주당 | 28.24% | 16,967표  | 1위  | 헌팅턴 하원의원 당선 |
| 2000년 선거 | 하원의원 (뉴욕 제2선거구)      | 107대 | 민주당 | 47.94% | 90,438표  | 1위  | 뉴욕주 하원의원 당선 |
| 2002년 선거 | 하원의원 (뉴욕 제2선거구)      | 108대 | 민주당 | 58.48% | 85,451표  | 1위  | 뉴욕주 하원의원 당선 |
| 2004년 선거 | 하원의원 (뉴욕 제2선거구)      | 109대 | 민주당 | 66.62% | 161,593표 | 1위  | 뉴욕주 하원의원 당선 |
| 2006년 선거 | 하원의원 (뉴욕 제2선거구)      | 110대 | 민주당 | 70.42% | 105,276표 | 1위  | 뉴욕주 하원의원 당선 |
| 2008년 선거 | 하원의원 (뉴욕 제2선거구)      | 111대 | 민주당 | 66.94% | 161,279표 | 1위  | 뉴욕주 하원의원 당선 |
| 2010년 선거 | 하원의원 (뉴욕 제2선거구)      | 112대 | 민주당 | 56.33% | 94,694표  | 1위  | 뉴욕주 하원의원 당선 |
| 2012년 선거 | 하원의원 (뉴욕 제3선거구)      | 113대 | 민주당 | 57.83% | 157,880표 | 1위  | 뉴욕주 하원의원 당선 |
| 2014년 선거 | 하원의원 (뉴욕 제3선거구)      | 114대 | 민주당 | 54.77% | 90,032표  | 1위  | 뉴욕주 하원의원 당선 |

## 참고 자료
- 스티브 이즈리얼  - 공식 웹사이트
- 스티브 이즈리얼 - X
- 스티브 이즈리얼 - 페이스북